# British Aerospace
British Aerospace (BAe) war ein britischer Rüstungs- und Luftfahrtkonzern mit Sitz in Farnborough.

## Geschichte
British Aerospace entstand 1977 durch die Fusion von British Aircraft Corporation, Hawker Siddeley Aviation und Hawker Siddeley Dynamics (beides Tochterunternehmen von Hawker Siddeley) und Scottish Aviation. Der britische Staat, der anfangs alleiniger Eigentümer des Konzerns war, führte in mehreren Schritten bis 1985 die vollständige Privatisierung durch. Bis zum Ende der 1990er-Jahre verkaufte BAe mehrere unrentable Tochtergesellschaften und übernahm dafür mehrere Konkurrenten, besonders auf dem amerikanischen Markt. Gleichzeitig gab es Gerüchte um eine Fusion mit der deutschen DaimlerChrysler Aerospace (DASA), die jedoch nicht zustande kam. 1997 scheiterte eine Fusion mit dem Luftfahrtkonzern McDonnell Douglas, da dieser von Boeing übernommen wurde.
Im Jahr 1999 fusionierte BAe schließlich mit Marconi Electronic Systems zu BAE Systems. Hierdurch entstand der größte Rüstungskonzern Europas und gleichzeitig der seinerzeit drittgrößte der Welt.

## Kritik
Die Lieferung von Kampfflugzeugen vom Typ BAE Hawk an Indonesien ab 1978 führte zu vielfacher Kritik, da das Regime die Flugzeuge gegen den Widerstand in Osttimor gegen die indonesische Besetzung einsetzte und dabei auch vielfach Zivilisten traf. Beim Sabotageakt bei der British Aerospace am 29. Januar 1996 drangen drei Friedensaktivistinnen in die Produktionsstätte in Warton ein und zerstörten einen auslieferungsfertigen BAE Hawk. Trotz des Schadens von 2,25 Mio. Pfund wurden die Frauen nicht bestraft. Das Gericht erkannte die Tat als Maßnahme gegen den „Völkermord“ in Osttimor an.
Im Rahmen des 1985 abgeschlossenen Al-Yamamah-Waffengeschäfts mit Saudi-Arabien sollen Bestechungsgelder an das Haus Saud geflossen sein. Der Deal hatte British Aerospace und seinem Nachfolger über 43 Milliarden Pfund eingebracht.
Im Jahr 2005 wurde bekannt, dass der britische Luftfahrt- und Rüstungskonzern British Aerospace (BAe) insgesamt 1,1 Millionen Pfund (rund 1,5 Millionen Euro) im Zeitraum zwischen Dezember 2004 und Oktober 2005 an den ehemaligen chilenischen Diktator Augusto Pinochet gezahlt haben soll. Im Gegenzug habe Pinochet Waffengeschäfte vermittelt. Das Geld wurde mit vierzehn Überweisungen an Pinochet zugeordnete Firmen – Takser Investment, Cornwall Overseas Corporation und Eastview Finance – gezahlt. Nachdem bekannt wurde, dass Pinochet Millionen US-Dollar verdeckt im Ausland angelegt hatte, sank sein Ansehen auch in konservativen Kreisen. Prozesse wegen Steuerhinterziehung und Untersuchungen zum Korruptionsverdacht wurden jedoch nach seinem Tod eingestellt.

## Produkte (Auswahl)
- Flugzeugträger Invincible-Klasse
- Kampfflugzeug Harrier GR7/FA2
- Kampfflugzeug Panavia Tornado
- Verkehrsflugzeug BAe 146/Avro RJ100
- Verkehrsflugzeug BAe Jetstream
- Lenkwaffe Sea Skua
- Satellitenbus ECS[6]